# Menons Klagen um Diotima

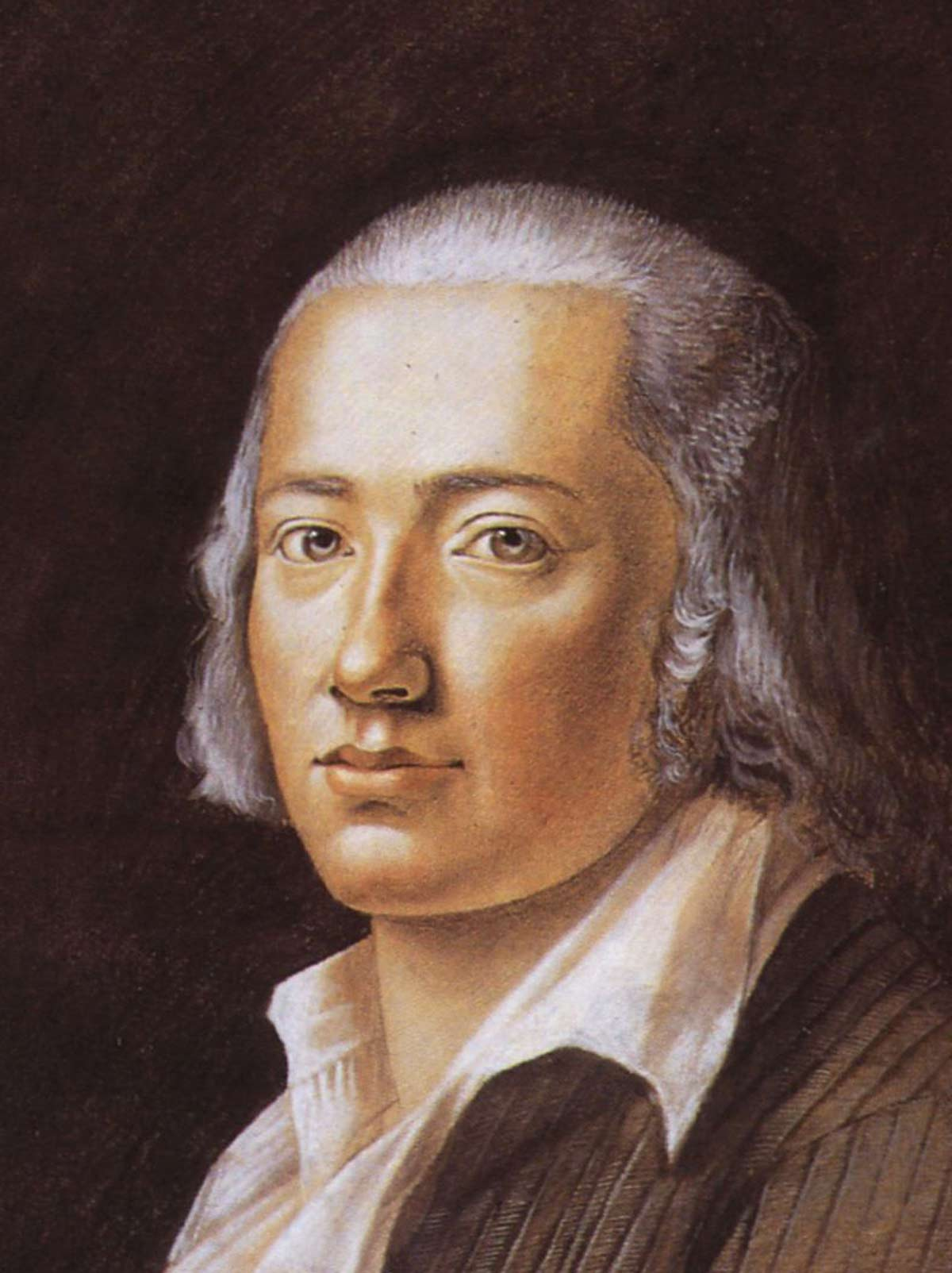
Friedrich Hölderlin, Pastell von Franz Karl Hiemer, 1792

Menons Klagen um Diotima ist der Titel einer großen Liebeselegie von Friedrich Hölderlin, die zweiteilig in Johann Bernhard Vermehrens Musenalmanach für das Jahr 1802 und 1803 veröffentlicht wurde.
Im Versmaß des elegischen Distichons umkreist das neun Strophen umfassende Werk in Klage und Dank den Sinn des Leidens und kann als Endpunkt einer Folge von Diotima-Gedichten betrachtet werden.
Neben der Ode Der Abschied und Stellen des lyrischen Briefromans Hyperion gilt die Elegie als bedeutendste lyrische Verarbeitung der schmerzvollen Trennung von Susette Gontard, die er als Diotima idealisierte. Auch mit dem Namen „Menon“, der auf den gleichnamigen platonischen Dialog verweist, gibt Hölderlin einen deutlichen Bezug zu Platon zu erkennen. Er verwendet Elemente der griechischen Mythologie und greift mit einigen Wendungen, Metaphern und Gleichnissen auf Vergil und Ovid zurück.

## Entstehung
Ab September 1798 stand die elegische Dichtung Hölderlins im Zeichen des Abschieds von Susette Gontard. Ein lediglich handschriftlich vorliegendes Gedicht in elegischen Distichen, das Hölderlin vermutlich zwischen Herbst 1799 und Sommer 1800 schrieb, erhielt nur die Bezeichnung Elegie und war die Vorlage für das Werk. Da diese erste Fassung in der Tradition der Augusteischen Liebeselegie steht, wird ihre inhaltliche Dimension als Liebesgedicht bereits mit der einfachen Gattungsbezeichnung (Elegie) deutlich.
Hölderlin überarbeitete diese Vorlage und sandte den Text an Vermehren, der den Empfang am 4. Mai 1801 mit den Worten bestätigte: „Krönen Sie mein Werk immer so wie Sie es diesmal krönten!“ Eine exakte Entstehungszeit der überarbeiteten Fassung lässt sich nicht angeben; allerdings deuten formale und biographische Details darauf hin, dass das Werk bis zum Sommer 1800 abgeschlossen war.
Nachdem der Herausgeber im Musenalmanach für das Jahr 1802 zunächst die Verse 1–56 veröffentlicht hatte, ließ er 1803 die Verse 57–130 folgen.

## Inhalt und Besonderheiten
Die neun Strophen des Gedichts weisen eine triadische Struktur auf. Am Ende jeder Trias besingt Hölderlin die Liebe, welche die Vergänglichkeit transzendieren kann.
Zu Beginn der Elegie streift das lyrische Ich durch die Natur und vergleicht sich mit einem „getroffene[n] Wild“, das dort nach Ruhe und Heilung sucht, aber unentwegt von den Schmerzen des Verlustes getrieben und gequält wird. Damit greift er ein Gleichnis auf, das Vergil in dem Epos Aeneis verwendete, in dem die liebeskranke Dido durch „Wälder und Schluchten“ irrt „wie pfeilgetroffene Hunde“.
Mit den „Todesgöttern“, die den Leidenden bezwungen haben, arbeitet Hölderlin in der zweiten Strophe mit Vorstellungen aus der Unterwelt der griechischen Mythologie. Der in die „schaurige Nacht“ gerissene Mann erinnert sich indes auch in der Dunkelheit des Hades an das vergangene Glück, so dass ihm „selig … mitten im Leide“ ist und er zu Beginn der dritten Strophe vom „Licht der Liebe“ sprechen kann, das auch den Toten scheine. Hier führt ihn der Weg der Erinnerung – der triadischen Komposition entsprechend – über die „Pfade des Hains“, die Last der Vergänglichkeit schwindet, und mit Diotima vereinigt spürt er den Bezug zum Ewigen und Göttlichen.

## Hintergrund

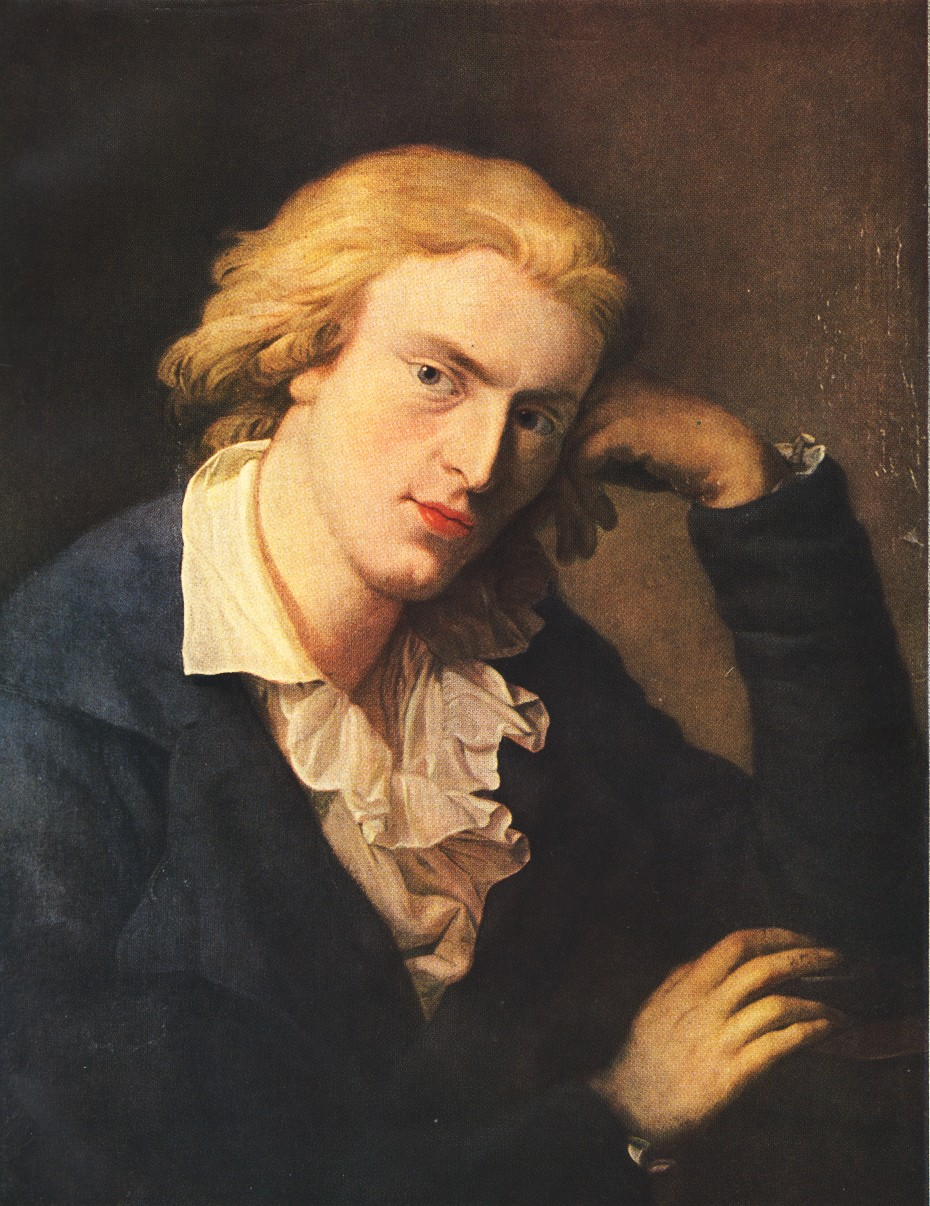
Friedrich Schiller Gemälde von Anton Graff

Die Elegien Hölderlins können als Antworten auf Friedrich Schiller verstanden werden, der Hölderlin deutlich beeinflusste. So reagierte Hölderlin mit Der Wanderer auf die Elegie Der Spaziergang und ging mit Brod und Wein auf Fragen ein, die Schiller in dem wirkmächtigen und kontrovers aufgenommenen Gedicht Die Götter Griechenlandes aufgeworfen hatte.
So entspricht für Wolfram Groddeck Menons Klagen um Diotima Schillers gattungspoetischer Bestimmung der Elegie, die er in der umfangreichen Abhandlung Über naive und sentimentalische Dichtung vornahm. Schiller zählte die Elegie neben der Satire und Idylle zu den maßgeblichen Formen des sentimentalischen Dichters und forderte, dass „die Trauer nur aus einer, durch das Ideal erweckten, Begeisterung fließen“ dürfe und der Elegie auf diese Weise ihren „poetischen Gehalt“ geben müsse. Selbst wenn die Klage „einen Verlust in der Wirklichkeit betrauert, muß sie ihn erst zu einem idealischen umschaffen. […] Der elegische Dichter sucht die Natur, aber als eine Idee und in einer Vollkommenheit, in der sie nie existiert hat, wenn er sie gleich als etwas Dagewesenes und nun Verlorenes beweint.“
So scheint es, als habe Hölderlin die normativen Vorgaben Schillers getreu umzusetzen versucht, indem er die Suche nach der Natur bereits in der ersten Strophe beschreibt: „Täglich geh’ ich heraus, und such’ ein Anderes immer, …“